# 33931 Alexeysergeyev
33931 Alexeysergeyev è un asteroide della fascia principale. Scoperto nel 2000, presenta un'orbita caratterizzata da un semiasse maggiore pari a 2,313067 UA e da un'eccentricità di 0,181815, inclinata di 3,643463° rispetto all'eclittica. Ha un diametro di 2,297 km.